# Tambaagung Tengah
Tambaagung Tengah is een bestuurslaag in het regentschap Sumenep van de provincie Oost-Java, Indonesië. Tambaagung Tengah telt 3783 inwoners (volkstelling 2010).